# Mo kyrka, Hälsingland
Mo kyrka är en kyrkobyggnad i Mo i Hälsingland. Den tillhör Mo-Bergviks församling i Uppsala stift.
Kyrkan är belägen invid riksväg 50 nordväst om Florsjön och omges av orten Mo.

## Kyrkobyggnaden
Kyrkobyggnaden uppfördes 1818–1822 och invigdes 1837 av ärkebiskop Johan Olof Wallin. Kyrkan, som är ritad av Axel Almfelt, är karaktäristisk för de nyklassiska långkyrkorna med torn över huvudingången.
En medeltida kyrka låg i socknens östra del fram till omkring 1820, då den revs. Av stenen uppfördes ny kyrka på ny plats i socknen. Av Mo gamla kyrka, belägen i Kyrkbyn omkring 4 km åt öster, återstår en bogårdsmuromgärdad ruin.

## Inventarier
- Dopfunten är tillverkad av den gotländske stenmästaren Sighraf omkring år 1200.
- Vid norra väggen finns predikstolen i barockstil som är tillverkad 1663 och delvis ombyggd 1746. På predikstolen finns träsnidarens initialer I.A.S.E. och enligt kyrkoräkenskaperna är det snickaren Jonas Andersson från Falun. Vid en restaurering 1964 konserverades predikstolen och dess ursprungliga färg togs fram.
- I koret finns en altartavla målad 1964 av Uno Vallman.
- Bänkinredningen är från 1960-talet och består av lösa bänkar som är laserade i en grön kulör.

### Orgel
- 1846 byggde Lars Niclas Nordqvist, Alfta en orgel med 13 stämmor, en manual och pedal.[1][2]
- 1922-1923 byggde Åkerman & Lunds Nya Orgelfabriks AB, Sundbybergs köping en orgel med 24 stämmor, två manualer och pedal.
- Den nuvarande orgeln byggdes 1973 av Walter Thür Orgelbyggen, Torshälla. Orgeln har mekanisk traktur, elektrisk registratur och slejflådor. Tonomfånget är på 56/30. Fasaden är från 1846 års orgel. Orgeln har två fria kombinationer och tutti.

| Huvudverk I      | Svällverk II      | Pedal          | Koppel |
| Principal 8'     | Fugara 8'         | Subbas 16'     | I/P    |
| Rörflöjt 8'      | Gedackt 8'        | Gedackt 8'     | II/P   |
| Oktava 4'        | Principal 4'      | Hålflöjt 4'    | II/I   |
| Spetsflöjt 4'    | Traversflöjt 4'   | Koppelflöjt 2' |        |
| Oktava 2'        | Waldflöjt 2'      | Fagott 16'     |        |
| Mixtur IV 1 1⁄3' | Sifflöjt 1'       |                |        |
| Trumpet 8'       | Sesquialtera II   |                |        |
|                  | Scharf III        |                |        |
|                  | Oboe 8'           |                |        |
|                  | Tremulant         |                |        |
|                  | Crescendosvällare |                |        |

### Webbkällor
- byggnadspresentation